# Slag om Boxtel
De Slag om Boxtel was een veldslag in en nabij Boxtel (Noord-Brabant) op 14 en 15 september 1794, tijdens de Eerste Coalitieoorlog tegen revolutionair Frankrijk.
De veldslag werd uitgevochten tussen Franse troepen onder bevel van generaal Pichegru en geallieerde troepen, bestaande uit troepen uit Groot-Brittannië, Hessen en Hannover die onder het gezamenlijke commando van de Britse bevelhebber Frederik van York stonden. De geallieerden hadden zich bij de bruggen over de Dommel verschanst om de noordelijke terugtrekking van de geallieerde hoofdmacht te dekken. Op 14 september vielen de Fransen, die vanuit het zuiden oprukten naar 's-Hertogenbosch, de geallieerde positie bij Boxtel vanuit drie zijden aan en veroverden het dorp en de brug over de Dommel na een slag van 3 uur. Vervolgens vielen de Fransen de bruggen bij Sint-Oedenrode, Breugel en Nijnsel aan. De geallieerden hadden enkele bruggen verwijderd om de Franse opmars te stoppen en de sluizen bij de watermolens opengezet, zodat het gebied om 's-Hertogenbosch onder water kwam te staan, maar het baatte niet meer.
De volgende dag arriveerden Britse versterkingen, maar het lukte de Britten niet om Boxtel te hernemen. De geallieerden vluchtten in paniek en werden achtervolgd door de Fransen. Arthur Wellesley, de latere hertog van Wellington, dekte de aftocht echter met zijn 33e Infanterieregiment. Dit was Wellesleys eerste veldslag, en hij bewees hiermee zijn militaire kunnen.
De veldslag is de geschiedenis ingegaan als de gebeurtenis waarbij de benaming "Tommy" voor Britse soldaten werd uitgevonden. Volgens de overlevering trof Wellesley een van zijn soldaten zwaargewond aan. De soldaat, Thomas Atkins, zei tegen hem: "It's all right sir. It's all in a day's work" en stierf kort daarna. Sinds die tijd werden Britse soldaten "Tommy" genoemd vanwege hun vermeende optimisme en moed.
Nederlanden: Marquain · Rijsel (1792) · Jemappes · Namen (1792) · Maastricht (1793) · Breda · Aldenhoven (1793) · Neerwinden · Raimes · Famars · Aarlen · Valencijn · Duinkerke · Hondschote · Menen ·  Wattignies · Moeskroen · Tourcoing · Doornik · Erquelinnes · Gosselies · Ieper · Hooglede · Fleurus · Boxtel · Sprimont · Maastricht (1794) · 's-Hertogenbosch · Aldenhoven (1794) · Puiflijk · Nijmegen · Luxemburg · Den Helder · Camperduin

Rijnfront: Verdun · Thionville · Valmy · Mainz (1792) · Mainz (1793) · Vogezen/Tripstadt · Mainz (1795) · Amberg · Würzburg

Italiaans front: Genua · Hyères · Rovereto · Bassano · Montenotte · Dego · Lodi · Arcole · Rivoli

Overige fronten (Vendée, Spanje): Fontenay-le-Comte · Toulon · Cholet · Luçon · Truillas · Boulou · San Lorenzo · Santa Cruz · Kaap Sint-Vincent
West-Indië: Guadeloupe · Martinique